# Баффало (Вайомінг)
Баффало (англ. Buffalo) — місто (англ. city) в США, в окрузі Джонсон штату Вайомінг. Населення — 4415 осіб (2020).

## Географія
Баффало розташоване за координатами 44°20′21″ пн. ш. 106°42′54″ зх. д. / 44.33917° пн. ш. 106.71500° зх. д. (44.339166, -106.715028).  За даними Бюро перепису населення США в 2010 році місто мало площу 11,56 км², з яких 11,56 км² — суходіл та 0,00 км² — водойми.

### Клімат
| Клімат : Баффало                   | Клімат : Баффало | Клімат : Баффало | Клімат : Баффало | Клімат : Баффало | Клімат : Баффало | Клімат : Баффало | Клімат : Баффало | Клімат : Баффало | Клімат : Баффало | Клімат : Баффало | Клімат : Баффало | Клімат : Баффало | Клімат : Баффало |
| Показник                           | Січ.             | Лют.             | Бер.             | Квіт.            | Трав.            | Черв.            | Лип.             | Серп.            | Вер.             | Жовт.            | Лист.            | Груд.            | Рік              |
| Абсолютний максимум, °C            | 18,9             | 23,3             | 25,6             | 31,1             | 33,9             | 38,9             | 40,6             | 41,1             | 38,3             | 31,7             | 26,7             | 21,1             | 41,1             |
| Середній максимум, °C              | 0,6              | 3,3              | 8,2              | 13,1             | 18,3             | 24,7             | 28,9             | 28,5             | 22,0             | 15,4             | 6,2              | 1,6              | 14,3             |
| Середній мінімум, °C               | −13,7            | −10,6            | −5,3             | 0,0              | 5,0              | 10,2             | 13,4             | 12,6             | 6,3              | 0,2              | −7,3             | −12,4            | −0,1             |
| Абсолютний мінімум, °C             | −37,8            | −35,6            | −30              | −15              | −10,6            | −2,8             | 0,0              | 0,6              | −10,6            | −22,2            | −31,1            | −37,2            | −37,8            |
| Норма опадів, мм                   | 11               | 10               | 19               | 41               | 62               | 54               | 38               | 23               | 35               | 26               | 12               | 12               | 343              |
| ---------------------------------- | ---------------- | ---------------- | ---------------- | ---------------- | ---------------- | ---------------- | ---------------- | ---------------- | ---------------- | ---------------- | ---------------- | ---------------- | ---------------- |
| Джерело: NOAA (normals, 1971–2000) |                  |                  |                  |                  |                  |                  |                  |                  |                  |                  |                  |                  |                  |

## Демографія
Згідно з переписом 2010 року, у місті мешкало 4585 осіб у 2080 домогосподарствах у складі 1198 родин. Густота населення становила 397 осіб/км².  Було 2300 помешкань (199/км²).
Расовий склад населення:
| - 95,5 % — білих - 1,6 % — корінних американців - 0,7 % — азіатів - 0,3 % — чорних або афроамериканців |

До двох чи більше рас належало 1,2 %. Частка іспаномовних становила 3,5 % від усіх жителів.
За віковим діапазоном населення розподілялося таким чином: 23,0 % — особи молодші 18 років, 57,6 % — особи у віці 18—64 років, 19,4 % — особи у віці 65 років та старші. Медіана віку мешканця становила 42,2 року. На 100 осіб жіночої статі у місті припадало 100,3 чоловіків;  на 100 жінок у віці від 18 років та старших — 99,5 чоловіків також старших 18 років.
Середній дохід на одне домашнє господарство  становив 65 981 долар США (медіана — 49 469), а середній дохід на одну сім'ю — 75 405 доларів (медіана — 75 150). За межею бідності перебувало 8,4 % осіб, у тому числі 0,0 % дітей у віці до 18 років та 13,0 % осіб у віці 65 років та старших.
Цивільне працевлаштоване населення становило 2332 особи. Основні галузі зайнятості: сільське господарство, лісництво, риболовля — 24,4 %, освіта, охорона здоров'я та соціальна допомога — 21,8 %, мистецтво, розваги та відпочинок — 14,6 %, будівництво — 12,1 %.
За даними перепису 2000 року,
на території муніципалітету мешкало 3900 людей, було 1718 садиб та 1042 сімей.
Густота населення становила 426,6 осіб/км². Було 1842 житлових будинків.
З 1718 садиб у 26,1% проживали діти до 18 років, подружніх пар, що мешкали разом, було 48,8 %,
садиб, у яких господиня не мала чоловіка — 8,4 %, садиб без сім'ї — 39,3 %.
Власники 35,3 % садиб мали вік, що перевищував 65 років, а в 16,1 % садиб принаймні одна людина була старшою за 65 років.
Кількість людей у середньому на садибу становила 2,21, а в середньому на родину 2,88.
Середній річний дохід на садибу становив 29 392 доларів США, а на родину — 40 683 доларів США.
Чоловіки мали дохід 28 716 доларів, жінки — 19 688 доларів.
Дохід на душу населення був 19 054 доларів.
Приблизно 6,7 % родин та 10,4 % населення жили за межею бідності.
Серед них осіб до 18 років було 7,0 %, і понад 65 років — 12,4 %.
Середній вік населення становив 44 років.